# Cratichneumon flavipectus
Cratichneumon flavipectus är en stekelart som först beskrevs av Léon Abel Provancher 1879.  Cratichneumon flavipectus ingår i släktet Cratichneumon och familjen brokparasitsteklar. Inga underarter finns listade i Catalogue of Life.